# RapRJ
RapRJ é uma gestora de ativos artísticos que teve origem nos palcos do Festival #RapRJ. O evento, criado em 2012, tem papel fundamental na construção da nova cena do Rap nacional.

## 2012-2018: Histórico e consolidação
Com 11 edições já realizadas, o palco do Festival já recebeu nomes como ConeCrewDiretoria, Gabriel, O Pensador, Black Alien, Rael, Felipe Ret, Haikaiss, Oriente, 3030, Flora Matos, Cacife Clandestino, Marechal, Shawlin, BK, Luccas Carlos, Don L, Matuê, Cynthia Luz, Djonga, MV Bill, ADL, Buddy Poke, L7nnon e outros. O maior festival de Rap itinerante promove o intercâmbio entre gerações de artistas e público.
Outra marca conhecida da empresa é o evento Chama as Amigas, cujo objetivo é abrir espaço para novas vozes femininas. Já se apresentaram nomes como Anitta, Ludmilla, Tati Zaqui e outras. A iniciativa começou pequena e foi ganhando novas proporções até chegar aos palcos do Planeta Atlântida.

## 2019: Expansão
A partir de 2019, a RapRJ estruturou novas operações no mercado audiovisual. A gestora administra a agenda de shows de artistas, executa a distribuição de músicas nas plataformas digitais, desenvolve novos formatos de conteúdo, gerencia direitos autorais e investe na formação de novos profissionais.

## Edições Festival #RapRJ
| Edição         | Ano  | Estado | Cidade         |
| -------------- | ---- | ------ | -------------- |
| #RapRJ Vol. 1  | 2012 | RJ     | Rio de Janeiro |
| #RapRJ Vol. 2  | 2012 | RJ     | Rio de Janeiro |
| #RapRJ Vol. 3  | 2013 | RJ     | Rio de Janeiro |
| #RapRJ Vol. 4  | 2015 | RJ     | Rio de Janeiro |
| #RapRJ Vol. 5  | 2015 | ES     | Vitória        |
| #RapRJ Vol. 6  | 2017 | RJ     | Rio de Janeiro |
| #RapRJ Vol. 7  | 2017 | RJ     | Rio de Janeiro |
| #RapRJ Vol. 8  | 2017 | RJ     | Rio de Janeiro |
| #RapRJ Vol. 9  | 2017 | MG     | Belo Horizonte |
| #RapRJ Vol. 10 | 2017 | SP     | São Paulo      |
| #RapRJ Vol. 11 | 2018 | RJ     | Rio de Janeiro |